# Ферретти, Якопо
Я́копо Ферре́тти (итал. Jacopo Ferretti; 16 июля 1784, Рим, Папская область — 7 марта 1852, там же) — итальянский поэт и либреттист. Автор либретто к операм Россини, Доницетти, Дзингарелли, Майра, Меркаданте и Пачини.

## Биография
Якопо Ферретти родился в 1784 году в Риме в семье владельца экспедиторской конторы Франческо Марии Ферретти и Барбары Сарди, дочери высокопоставленного имперского армейского чиновника. Семья Ферретти пользовалась известностью в римских культурных кругах: брат отца, поэт Паоло Ферретти, был другом Винченцо Монти, а брат самого Якопо, родившийся в 1788 году Зигизмондо, состоялся в будущем как архитектор.
После того, как Франческо Ферретти умер в 1794 году, оставив жену в 32 года вдовой с четырьмя детьми (кроме Якопо и Зигизмондо, в семье были две дочери), адвокат Гаспарри (опекун, а впоследствии отчим) организовал поступление Якопо в гимназию, а затем в Римскую коллегию. Там тот изучал юриспруденцию, больше внимания, однако, уделяя поэзии.
В 1805 году Ферретти под именем Леокрито Эрминиано стал членом Аркадской академии. В этот период он посещал музыкальный салон маэстро Г. Сирлети, где начал проявлять интерес к музыкальному театру, и литературные встречи в доме адвоката Пульери. С 1809 по 1813 год Ферретти был членом Римской греческой академии Антонио Нибби, но покинул её из-за конфликта с другим её членом и спустя несколько дней основал с друзьями (Антонио Коппи, Джузеппе Белли и другими) Тибрскую академию. В августе 1842 года Ферретти благодаря рекомендациям композиторов Морлакки и Доницетти стал членом Национальной академии Святой Цецилии
В 1812—1813 годах преподавал в Римской коллегии гуманитарные науки. В первой половине 1814 года служил писцом в администрации Мюрата в Риме, а позже в том же году поступил на службу в качестве аудитора на табачную фабрику в Магнанаполи. Заняв в 1821 году должность заведующего главным складом фабрики в Трастевере, Ферретти оставался её сотрудником до 1845 года.
24 июля 1820 года женился на Терезе Терциани (певице и пианистке, племяннице композитора Пьетро Терциани), с которой познакомился за восемь лет до этого в музыкальном салоне. В этом браке родились дочери Кристина, Кьяра и Барбара и сын Луиджи, будущий поэт. Гостиная семейства Ферретти стала местом популярных литературных салонов. В 1840-е годы состояние здоровья Якопо Ферретти заметно ухудшилось, он страдал от стенокардии и астмы, которые усугубила его работа на табачной фабрике. Тереза Ферретти скончалась в 1848 году, а сам поэт умер в Риме 7 марта 1852 года.

## Творчество
Первое известное стихотворение Ферретти входит в сборник стихов 1803 года на свадьбу Доменико ди Пьетро и Фаустины Каэтани. Сохранился также более поздний сборник стихов Ферретти, датируемый 1830 годом и посвящённый княгине Зинаиде Волконской, чей литературный салон поэт посещал. Уже в юности он начал переводить на итальянский язык французские комедии (некоторые из наиболее известных его переводов опубликованы в 1815, 1831 и 1838 годах).
В 1806 и 1807 годах Ферретти написал стихотворные тексты для двух кантат, что стало его первым опытом сочинения текстов для музыкально-поэтических произведений. В сентябре 1807 года на сцене римского «Театро Валле» была впервые поставлена его пьеса — фарс «Недолгий обман, или Свадьба дона Мадригале» с музыкой Чезаре Яннони. Эта постановка продержалась на подмостках недолго, но в 1810 году в «Театро Арджентина» была поставлена опера Франческо Морлакки «Данаиды», либретто для которой, первоначально отвергнутое композитором, переписал для него Ферретти. В благодарность Морлакки помог ему получить место придворного поэта в Дрездене. В «Театро Валле» была поставлена драматическая опера «Покинутая Дидона» Валентино Фьораванти, для которой Ферретти переработал одноимённое либретто Метастазио.
11 февраля 1811 года в «Театро Арджентина» прошла премьера оперы «Бальдовино», на которую Ферретти уже получил заказ напрямую от театра. Музыку к этому произведению написал Николо Дзингарелли, а в ноябре того же года «Театро Валле» представил их совместную работу «Береника в Армении». В следующие несколько лет Ферретти работал с такими композиторами как Антонио дель Фанте («Тит в Лангре», «Театро Арджентина», декабрь 1812), Симон Майр (оратория «Возвращение Иеффая», «Театро Валле», март 1814), Пьетро Карло Гульельми (комическая опера «Любовь обостряет ум, или Назойливый учитель», «Театро Валле», декабрь 1814) и Карло Кочча («Ринальдо д’Асти», «Театро Валле», февраль 1816).
25 января 1817 года в «Театро Валле» прошла премьера самой знаменитой из опер Ферретти — «Золушка» на музыку Россини. В основу либретто Ферретти положил не саму сказку Шарля Перро, а созданную по её мотивам феерию Николя Изуара на слова Шарля Этьенна. Позже Ферретти написал для Россини также либретто к опере «Матильда ди Шабран, или Красота и железное сердце», премьера которой состоялась в «Театро Аполло» в феврале 1821 года.
В 1821 году состоялось знакомство Ферретти с композитором Гаэтано Доницетти, с которым его свёл Майр. В январе 1824 года в «Театро Арджентина» была представлена героическая опера Доницетти «Зораида из Гранады» на текст Ферретти, а в феврале того же года в «Театро Валле» прошла их комическая опера «Гувернёр в затруднении» по мотивам комедии Джованни Жиро. Это произведение критики и публика сравнивали с «Золушкой». В дальнейшем сотрудничество с Доницетти продолжалось, и их совместные с Ферретти произведения ставились в 1827 и 1833 годах.
В общей сложности из-под пера Ферретти вышло более семидесяти кантат, театральных пьес и опер. Большинство из них были написаны до 1844 года, после чего из-за ухудшающегося здоровья он почти прекратил работу, создав за остаток жизни только четыре либретто. Последняя из его работ, комическая опера «Мулат» (1846, на музыку Джузеппе Лилло), так и не была поставлена на сцене. Планируемые мемуары Ферретти сохранились в виде обрывочных заметок, наибольший интерес среди которых представляет неопубликованный доклад «Несколько страниц моей жизни» (1835), рассказывающий историю создания оперы «Золушка».